# Discografia de Joy Division
Esta é uma discografia do Joy Division, uma banda pós-punk britânica formada em Manchester em 1976, que se separou em 1980 após o suicídio do vocalista Ian Curtis. A discografia inclui dois álbuns de estúdio, cinco singles, dois álbuns ao vivo, três EP, e dez compilações. Esta lista não inclui material realizado pelos ex-integrantes do Joy Division que gravaram como New Order (formada pelos membros sobreviventes da banda após a morte de Curtis) ou projetos paralelos relacionados.

## Álbuns de estúdio
| Ano  | Detalhes                                                                           | Posição nas paradas | Posição nas paradas | Posição nas paradas | Posição nas paradas | Certificação |
| Ano  | Detalhes                                                                           | UK charts           | UK Indie            | NZ                  | AUS                 | Certificação |
| ---- | ---------------------------------------------------------------------------------- | ------------------- | ------------------- | ------------------- | ------------------- | ------------ |
| 1979 | Unknown Pleasures - Lançamento: Junho 1979 - Selo: Factory - Formato: LP, cassette | 71                  | 1                   | 1                   | 82                  | BPI: Ouro    |
| 1980 | Closer - Lançamento: Julho 1980 - Selo: Factory - Formato: LP, cassette            | 6                   | 1                   | 3                   | 23                  | BPI: Ouro    |

## Álbuns ao vivo
| Ano  | Detalhes                                                                                  |
| ---- | ----------------------------------------------------------------------------------------- |
| 1999 | Preston 28 February 1980 - Lançamento: 22 junho 1999 - Selo: NMC - Formato: LP, CD        |
| 2001 | Les Bains Douches 18 December 1979 - Lançamento: Abril 2001 - Selo: NMC - Formato: LP, CD |
| 2001 | Fractured Box - Lançamento: Agosto 2001 - Selo: NMC - Formato: 2 CD set                   |
| 2004 | Re-Fractured Box - Lançamento: Janeiro 2004 - Selo: NMC - Formato: 3 CD set               |

## Compilações
| Ano                                                     | Detalhes | Posição nas paradas | Posição nas paradas | Posição nas paradas | Posição nas paradas | Posição nas paradas | Posição nas paradas | Posição nas paradas | Posição nas paradas | Certificações |
| Ano                                                     | Detalhes | UK                  | Indie               | Aria                | BEL                 | NED                 | charts              | SWE                 | US                  | Certificações |
| ------------------------------------------------------- | --- | ------------------- | ------------------- | ------------------- | ------------------- | ------------------- | ------------------- | ------------------- | ------------------- | ------------- |
| 1981                                                    | Still - Lançamento: Outubro 1981 - Selo: Factory - Formato: Double LP, cassette                                                       | 5                   | 1                   | 73                  | ?                   | ?                   | 3                   | 33                  | ?                   |               |
| 1988                                                    | Substance - Lançamento: Julho 1988 - Selo: Factory - Formato: LP, cassette                                                            | 7                   | 1                   | 53                  | ?                   | ?                   | 15                  | ?                   | 146                 | - Ouro        |
| 1990                                                    | The Peel Sessions - Lançamento: Setembro 1990 - Selo: Strange Fruit - Formato: LP, CD                                                 | 96                  | ?                   | ?                   | ?                   | ?                   | ?                   | ?                   | ?                   |               |
| 1994                                                    | Warsaw - Lançamento: 1994 - Selo: Movieplay Gold - Formato: LP, CD                                                                    | ?                   | ?                   | ?                   | ?                   | ?                   | ?                   | ?                   | ?                   |               |
| 1995                                                    | Permanent - Lançamento: Junho 1995 - Selo: London - Formato: CD, cassette                                                             | 16                  | ?                   | ?                   | ?                   | ?                   | ?                   | ?                   | ?                   |               |
| 1997                                                    | Heart and Soul - Lançamento: Dezembro 1997 - Selo: London - Formato: 4 CD set                                                         | 70                  | ?                   | ?                   | ?                   | ?                   | ?                   | ?                   | ?                   |               |
| 2000                                                    | Joy Division The Complete BBC Recordings - Lançamento: Agosto 2000 - Selo: Strange Fruit - Formato: CD                                | 188                 | ?                   | ?                   | ?                   | ?                   | ?                   | ?                   | ?                   |               |
| 2007                                                    | Martin Hannett's Personal Mixes - Lançamento: Junho 2007 - Selo: Interstate - Formato: CD, double LP                                  | ?                   | ?                   | ?                   | ?                   | ?                   | ?                   | ?                   | ?                   |               |
| 2007                                                    | Let the Movie Begin - Lançamento: Julho 2007 - Selo: Interstate - Formato: CD, double LP                                              | ?                   | ?                   | ?                   | ?                   | ?                   | ?                   | ?                   | ?                   |               |
| 2008                                                    | The Best of Joy Division - Lançamento: Março 2008 - Selo: London, Rhino - Formato: CD                                                 | 63                  | ?                   | 97                  | 45                  | 100                 | ?                   | ?                   | ?                   | - Ouro        |
| 2010                                                    | +- Singles 1978-80 - Lançamento: 6 de Dezembro 2010 - Selo: London, Rhino - Formato: 10x7", 10x7" + 2xCD, iTunes LP (digital version) | ?                   | ?                   | ?                   | ?                   | ?                   | ?                   | ?                   | ?                   |               |
| 2011                                                    | Total: From Joy Division to New Order - Lançamento: 6 de Junho 2011 - Selo: WEA UK, Rhino - Formato: CD                               | 51                  | ?                   | ?                   | ?                   | ?                   | ?                   | ?                   | ?                   |               |
| "?" indica que o álbum não atingiu posição nas paradas. | |                     |                     |                     |                     |                     |                     |                     |                     |               |

## Extended plays

### Joy Division
| Ano                                                     | Detalhes                                                                                       | Posição nas paradas | Posição nas paradas |
| Ano                                                     | Detalhes                                                                                       | UK charts           | UK Indie            |
| ------------------------------------------------------- | ---------------------------------------------------------------------------------------------- | ------------------- | ------------------- |
| 1978                                                    | An Ideal for Living - Lançamento: Junho 1978 - Selo: Enigma - Formato: 7", 12" vinyl           | ?                   | ?                   |
| 1986                                                    | The First Peel Session - Lançamento: Novembro 1986 - Selo: Strange Fruit - Formato: 12" vinyl  | 96                  | 4                   |
| 1987                                                    | The Second Peel Session - Lançamento: Setembro 1987 - Selo: Strange Fruit - Formato: 12" vinyl | 98                  | 3                   |
| "?" indica que o álbum não atingiu posição nas paradas. |                                                                                                |                     |                     |

### Compilações de vários artistas
Duante a carreira, o Joy Division lançou algumas canções exclusivamente em EP com outros artistas:
| Year | Detalhes |
| ---- | --- |
| 1978 | Short Circuit - Lançamento: Junho 1978 - Selo: Virgin - Formato: 10" vinyl - "At a Later Date"                                              |
| 1979 | A Factory Sample - Lançamento: Janeiro 1979 - Selo: Factory - Formato: 2 x 7" vinyl - "Digital", "Glass"                                    |
| 1979 | Earcom 2: Contradiction - Lançamento: Outubro 1979 - Selo: Fast Product - Formato: 12" vinyl - "Autosuggestion", "From Safety to Where...?" |

## Singles
| Ano                                                     | Título                                        | Posição nas paradas | Posição nas paradas | Posição nas paradas | Posição nas paradas | Posição nas paradas | Álbum             |
| Ano                                                     | Título                                        | UK                  | UK Indie            | IRL                 | N.Z.                | U.S. Club Play      | Álbum             |
| ------------------------------------------------------- | --------------------------------------------- | ------------------- | ------------------- | ------------------- | ------------------- | ------------------- | ----------------- |
| 1979                                                    | "Transmission"                                | ?                   | 4                   | ?                   | 2                   | ?                   | Singles sem álbum |
| 1980                                                    | "Licht und Blindheit"                         | ?                   | ?                   | ?                   | ?                   | ?                   | Singles sem álbum |
| 1980                                                    | "Komakino"                                    | ?                   | ?                   | ?                   | ?                   | ?                   | Singles sem álbum |
| 1980                                                    | "Love Will Tear Us Apart"                     | 13                  | 1                   | ?                   | 1                   | 42                  | Singles sem álbum |
| 1980                                                    | "Atmosphere" / "She's Lost Control"           | ?                   | 1                   | ?                   | 1                   | ?                   | Singles sem álbum |
| 1983                                                    | "Love Will Tear Us Apart" (first re-release)  | 19                  | ?                   | 19                  | 3                   | ?                   | Singles sem álbum |
| 1988                                                    | "Atmosphere"                                  | 34                  | 2                   | 27                  | 5                   | ?                   | Substance         |
| 1995                                                    | "Love Will Tear Us Apart" (second re-release) | 19                  | ?                   | ?                   | ?                   | ?                   | Permanent         |
| "?" indica que o álbum não atingiu posição nas paradas. |                                               |                     |                     |                     |                     |                     |                   |

## Álbuns de vídeo
| Ano  | Detalhes                                                                        |
| ---- | ------------------------------------------------------------------------------- |
| 1982 | Here Are the Young Men - Lançamento: Agosto 1982 - Selo: Factory - Formato: VHS |